# Captain Fantastic
Captain Fantastic (Capitán fantástico en Hispanoamérica) es una película estadounidense de 2016 del género comedia dramática escrita y dirigida por Matt Ross y protagonizada por Viggo Mortensen. La historia se centra en un padre de familia que, tras el suicidio de su esposa, deberá intentar mantener los valores que les ha inculcado a sus hijos, a pesar de la presión social.

## Argumento
Ben y Leslie son ex activistas socialanarquistas que desilusionados con el capitalismo y la vida estadounidense, decidieron inculcar habilidades de supervivencia, política de izquierda y filosofía en sus hijos, educándolos a pensar críticamente, entrenándolos para que sean autosuficientes, guiándolos sin tecnología, demostrando la belleza de convivir con la naturaleza y celebrando el "Noam Chomsky Day" en lugar de Navidad.
Leslie es hospitalizada por trastorno bipolar y finalmente se suicida. Ben se entera de que su suegro, Jack, planea realizar un funeral y entierro tradicional, a pesar de que Leslie deseaba ser incinerada. Discuten por teléfono y Jack amenaza con arrestar a Ben si asiste al funeral. Inicialmente decide no ir y evita que sus hijos lo hagan, pero luego cambia de opinión y guía a sus hijos en un viaje por la vida fuera de la naturaleza.
La familia se queda brevemente en la casa de su hermana Harper. Ella y su esposo Dave intentan convencer a Ben de que sus hijos deben asistir a la escuela para recibir una educación tradicional y decente; Ben argumenta que sus hijos están mejor educados que los propios hijos de Harper. Ben llega al funeral de Leslie con sus hijos y lee su testamento, que instruye a su familia para incinerarla y arrojar sus cenizas al inodoro. En respuesta, Jack expulsa a Ben por la fuerza.
Los hijos de Ben también empiezan a dudar de su padre y de sus habilidades. Su hijo, Rellian, acusa a Ben de no tratar la salud mental de Leslie. Su hijo Bodevan acusa a su padre de no haberlos preparado para el mundo real preparándolos para un rudo despertar cuando crezcan y le muestra cartas de aceptación universitaria de las escuelas de la Ivy League para las cuales Leslie lo ayudó a postularse. Rellian quiere vivir con sus abuelos, que quieren tomar la custodia de ellos lo que molesta Ben. Cuando Vespyr intenta escabullirse por una ventana para "liberar" a Rellian de sus abuelos, cae del techo y evita por poco romperse el cuello. Ben, conmocionado y culpable entra en razón y le permite a Jack llevarse a sus hijos. Los niños pronto se unen con sus abuelos, pero deciden seguir a Ben nuevamente cuando él se vaya.
Los niños honran el deseo de Leslie y convencen a Ben para que los ayude, exhumando su cadáver, quemándolo en una pira hecha por ellos mismos y arrojando sus cenizas por un baño del aeropuerto. Bodevan luego deja a la familia para viajar a través de Namibia, mientras que el resto se instala en una granja. La escena final es la familia alrededor de la mesa de la cocina con su padre, esperando que llegue el autobús escolar.

## Reparto
- Viggo Mortensen como Ben Cash.
- Annalise Basso como Vespyr Cash.
- George MacKay como Bodevan "Bo" Cash.
- Samantha Isler como Kielyr Cash.
- Nicholas Hamilton como Rellian Cash.
- Shree Crooks como Zaja Cash.
- Charlie Shotwell como Nai Cash.
- Kathryn Hahn como Harper.
- Steve Zahn como Dave.
- Trin Miller como Leslie Abigail Cash.
- Elijah Stevenson como Justin.
- Erin Moriarty como Claire.
- Frank Langella como Jack.
- Missi Pyle como Ellen.
- Teddy Van Ee como Jackson.
- Ann Dowd como Abigail.

## Recepción

### Recepción crítica
Captain Fantastic recibió comentarios positivos de la crítica. En el sitio web Rotten Tomatoes tiene una ranking de aceptación del 82% basado en 170 críticas. En Metacritic, la película tiene una puntuación de 72 sobre 100, basado en 36 críticas, indicando "reseñas generalmente favorables". Recibió una ovación de pie durante diez minutos en Cannes.
Alonso Duralde de The Wrap reseñó la película positivamente, diciendo que esta "película realmente pertenece a Mortensen, quien permite que Ben sea exasperante, arrogante e impaciente pero también cálido, cariñoso y comprensivo. Peter Debruge de Variety dio una crítica positiva, y afirmó que "Captain Fantastic se encuentra entre las ofertas más pulidas y con las que se puede identificar" del Festival de Sundance de 2016.
Una de las pocas críticas negativas fue de Peter Bradshaw de The Guardian, quien escribió que Captain Fantastic "es una versión de baja calidad de la película de 1986 de Peter Weir The Mosquito Coast, protagonizada por alguien que es esencialmente un cruce entre Charles Manson y el Capitán von Trapp."

### Premios y nominaciones
| Premio                                | Categoría                                    | Receptores                      | Resultado | Ref(s) |
| ------------------------------------- | -------------------------------------------- | ------------------------------- | --------- | ------ |
| Festival de Cannes                    | Un certain regard                            | Captain Fantastic               | Nominada  |        |
| Festival de Cannes                    | Un certain regard - Premio al mejor director | Matt Ross                       | Ganador   | [ 7 ]  |
| Premios de la Crítica Cinematográfica | Mejor actor                                  | Viggo Mortensen                 | Nominado  | [ 8 ]  |
| Globo de Oro                          | Mejor actor - Drama                          | Viggo Mortensen                 | Nominado  | [ 9 ]  |
| Independent Spirit                    | Mejor actor                                  | Viggo Mortensen                 | Nominado  | [ 10 ] |
| Premios Satellite                     | Mejor actor - Drama                          | Viggo Mortensen                 | Ganador   | [ 11 ] |
| Premios Satellite                     | Mejor película                               | Captain Fantastic               | Nominada  | [ 11 ] |
| Premios Satellite                     | Mejor guion original                         | Matt Ross                       | Nominado  | [ 11 ] |
| Premios Satellite                     | Mejor diseño de vestuario                    | Courtney Hoffman                | Nominada  | [ 11 ] |
| Premios del Sindicato de Actores      | Mejor actor                                  | Viggo Mortensen                 | Nominado  | [ 12 ] |
| Premios del Sindicato de Actores      | Mejor reparto                                | El reparto de Captain Fantastic | Nominada  | [ 12 ] |
| Óscar                                 | Mejor actor                                  | Viggo Mortensen                 | Nominado  | [ 13 ] |